# Historia scholastica
A Historia Scholastica é uma paráfrase bíblica do século XII escrita em latim medieval por Pedro Comestor. Às vezes chamada de "Bíblia Popular Medieval", baseia-se na Bíblia e em outras fontes, incluindo as obras de estudiosos clássicos e dos Padres da Igreja, para apresentar uma história universal (universal, isto é, da perspectiva da Europa medieval).
A Historia Scholastica era uma parte obrigatória do currículo básico da Universidade de Paris, Oxford e outras universidades, e uma fonte secundária significativa de conhecimento bíblico popular desde sua conclusão por volta de 1173 até o século XV, embora após cerca de 1350 tenha sido gradualmente suplantado por obras mais recentes. Foi traduzido para todos os principais vernáculos da Europa Ocidental do período.  Numerosas paráfrases e resumos foram produzidos, em latim e línguas vernáculas.
Foi uma das primeiras obras impressas, com edições aparecendo cerca de 1470 em Estrasburgo e Reutlingen.